# Port Hawkesbury Airport
Port Hawkesbury Airport är en flygplats i Kanada.   Den ligger i provinsen Nova Scotia, i den östra delen av landet, 1 100 km öster om huvudstaden Ottawa. Port Hawkesbury Airport ligger 114 meter över havet. Den ligger på ön Kap Bretonön.
Terrängen runt Port Hawkesbury Airport är platt åt sydost, men åt nordväst är den kuperad. Runt Port Hawkesbury Airport är det ganska tätbefolkat, med 104 invånare per kvadratkilometer.. Närmaste större samhälle är Port Hawkesbury, 4,7 km söder om Port Hawkesbury Airport. 
I omgivningarna runt Port Hawkesbury Airport växer i huvudsak blandskog.